# William Bligh
William Bligh (St Tudy bij Bodmin, 9 september 1754 – Londen, 7 december 1817) is vooral bekend geworden doordat hij de kapitein was van de Bounty, het schip waarop in 1789 de beruchte muiterij uitbrak.
Bligh was een zeer kundig zeeman. Toen hij bij de muiterij met een veel te vol beladen sloep overboord werd gezet, slaagde hij erin in ruim een maand de afstand van 6700 km naar Timor af te leggen.
Hij heeft in verschillende rollen gediend bij de Royal Navy. Hij was onder Nelson betrokken bij de Slag bij Trafalgar in de periode van 1762 tot 1805 en van 1808 tot 1814. Hij begon op zevenjarige leeftijd als scheepsjongen om als viceadmiraal te eindigen. In 1806 werd hij gouverneur van New South Wales in Australië. Hier kreeg hij opnieuw te maken met een opstand, de zogenaamde Rum Rebellion.
William Bligh stierf in 1817 in Londen.